# Hofbräuhaus am Platzl

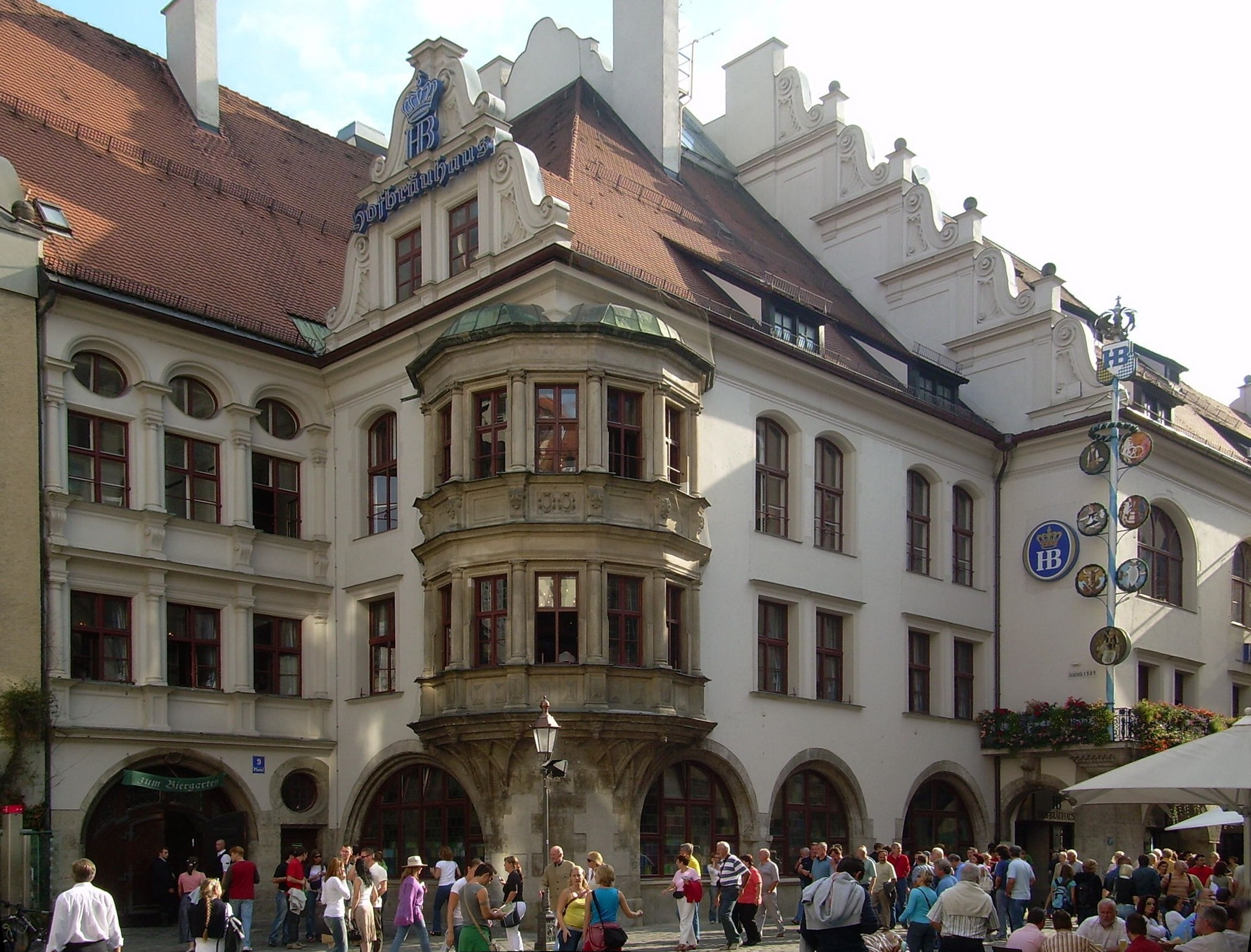
Das Hofbräuhaus am Platzl in München (Nordseite)

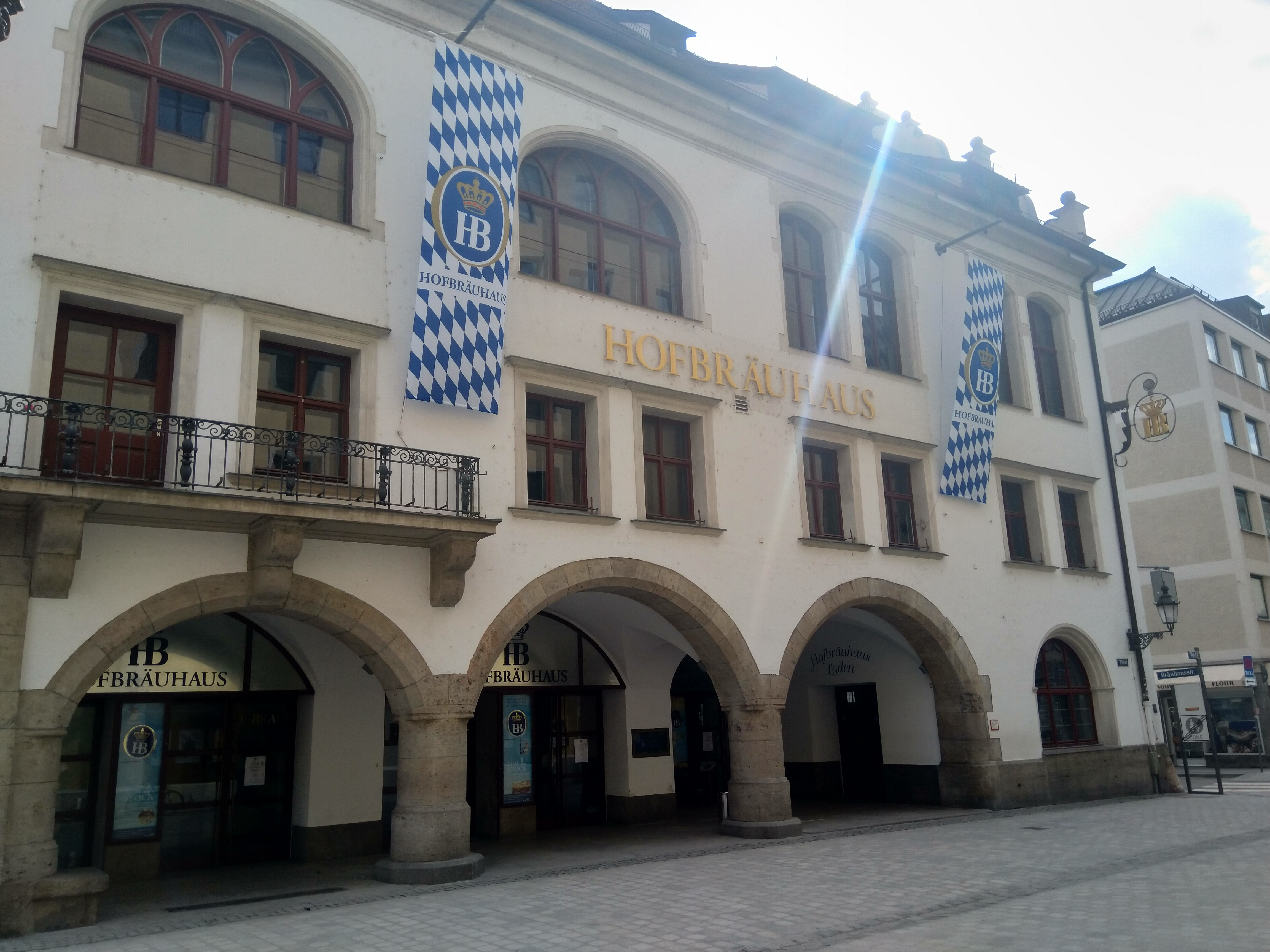
Ansicht aus Nordwesten mit Haupteingang (März 2021)

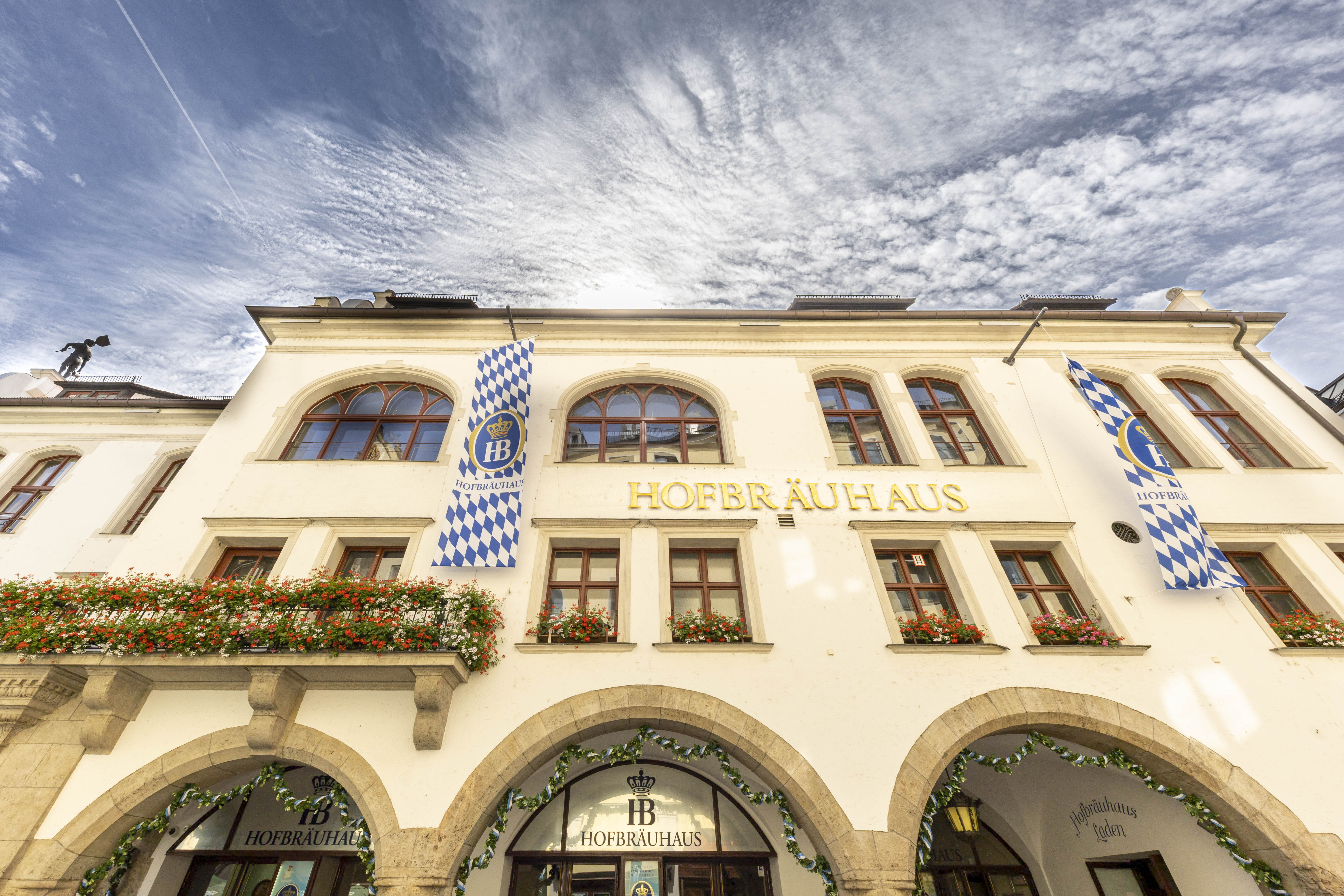
Hofbräuhaus München (2023)

Das Staatliche Hofbräuhaus am Platzl ist ein Bierpalast in der Münchner Altstadt am Platzl. Es war lange Zeit der Sitz der dazugehörigen Brauerei Hofbräu, woraus es auch die Berechtigung für die weitere Nutzung des Präfix Hof ableitet.

## Geschichte

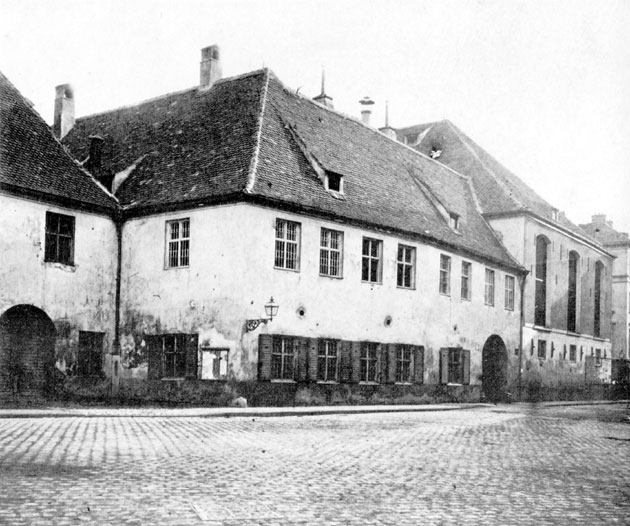
Das weiße Hofbräuhaus um 1880. Es wurde 1896/97 abgerissen und durch das heutige Hofbräuhaus ersetzt.

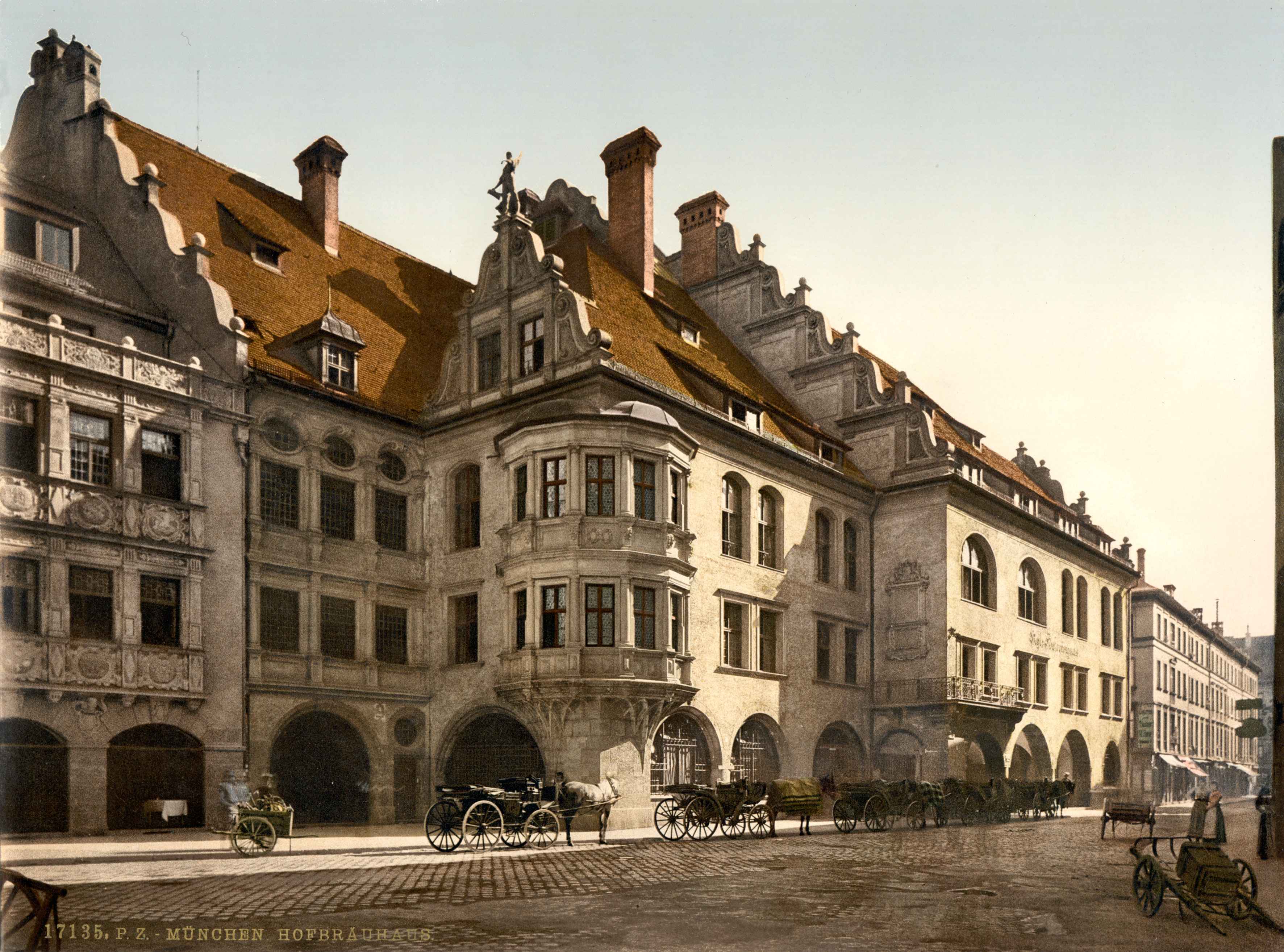
Das Hofbräuhaus auf einer Postkarte aus dem späten 19. Jahrhundert.
Das Standbild des „Bräuknechtes“ auf dem Nordgiebel schuf der Bildhauer Julius Jordan.

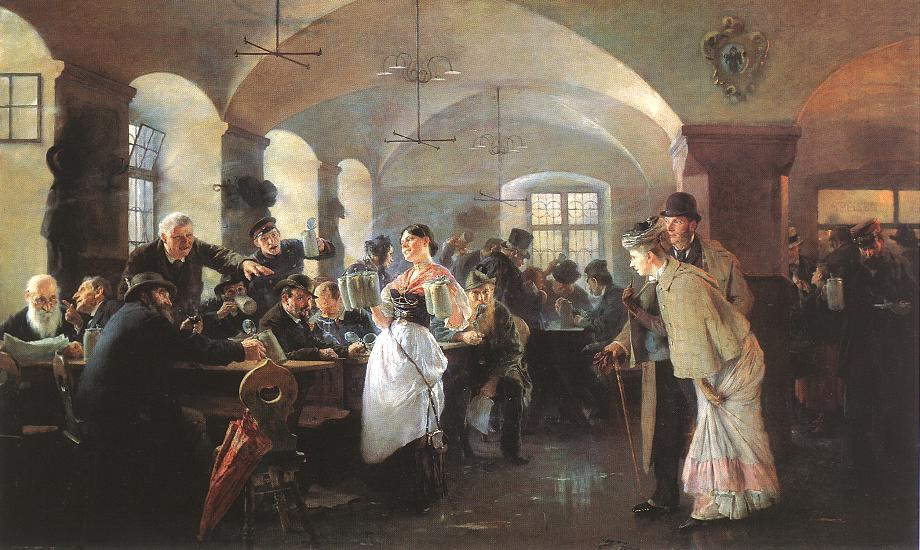
Philip Alexius de László: Im Münchner Hofbräuhaus, Gemälde von 1892

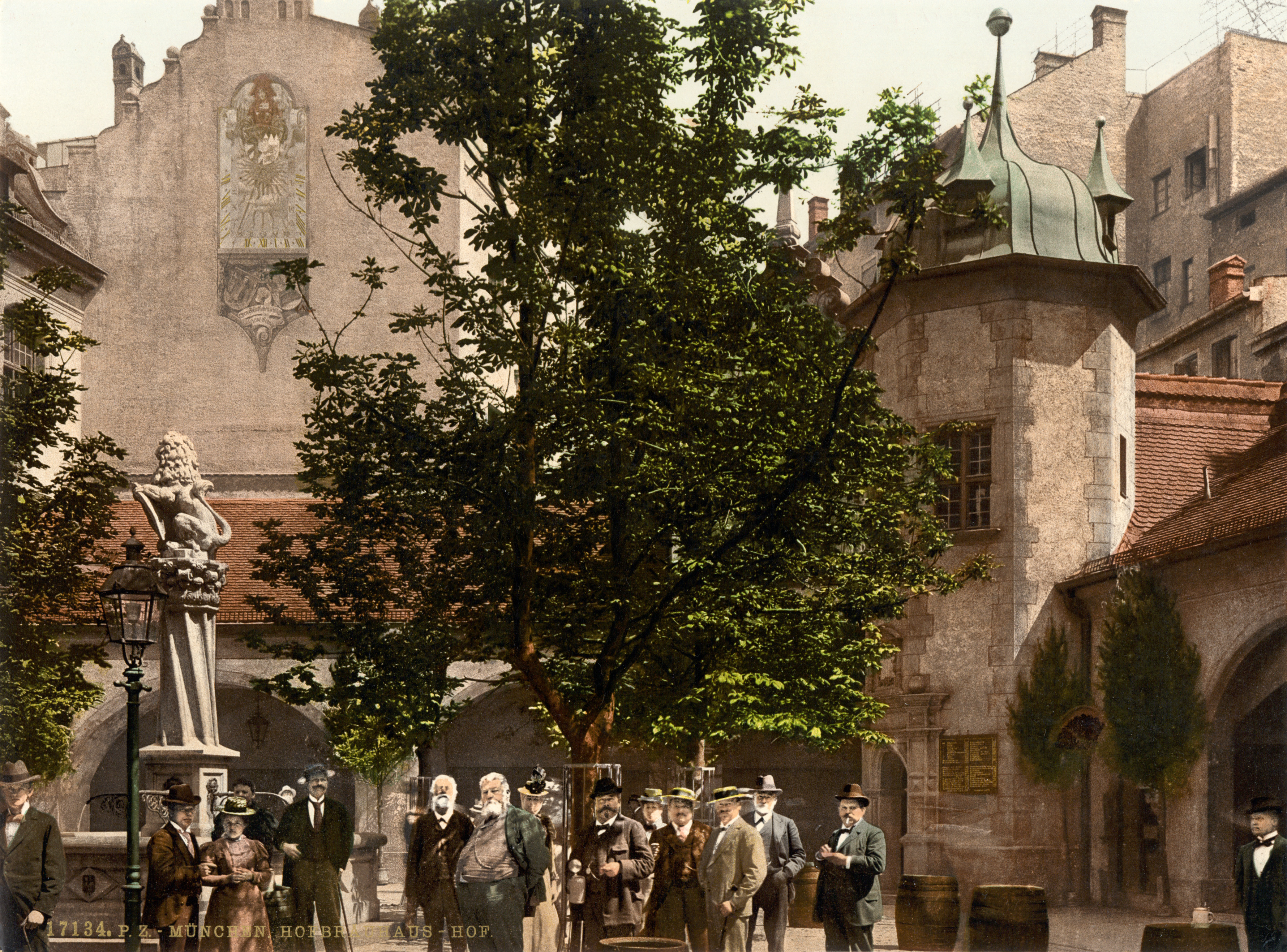
Im Innenhof des Hofbräuhauses, Postkarte gegen Ende des 19. Jahrhunderts

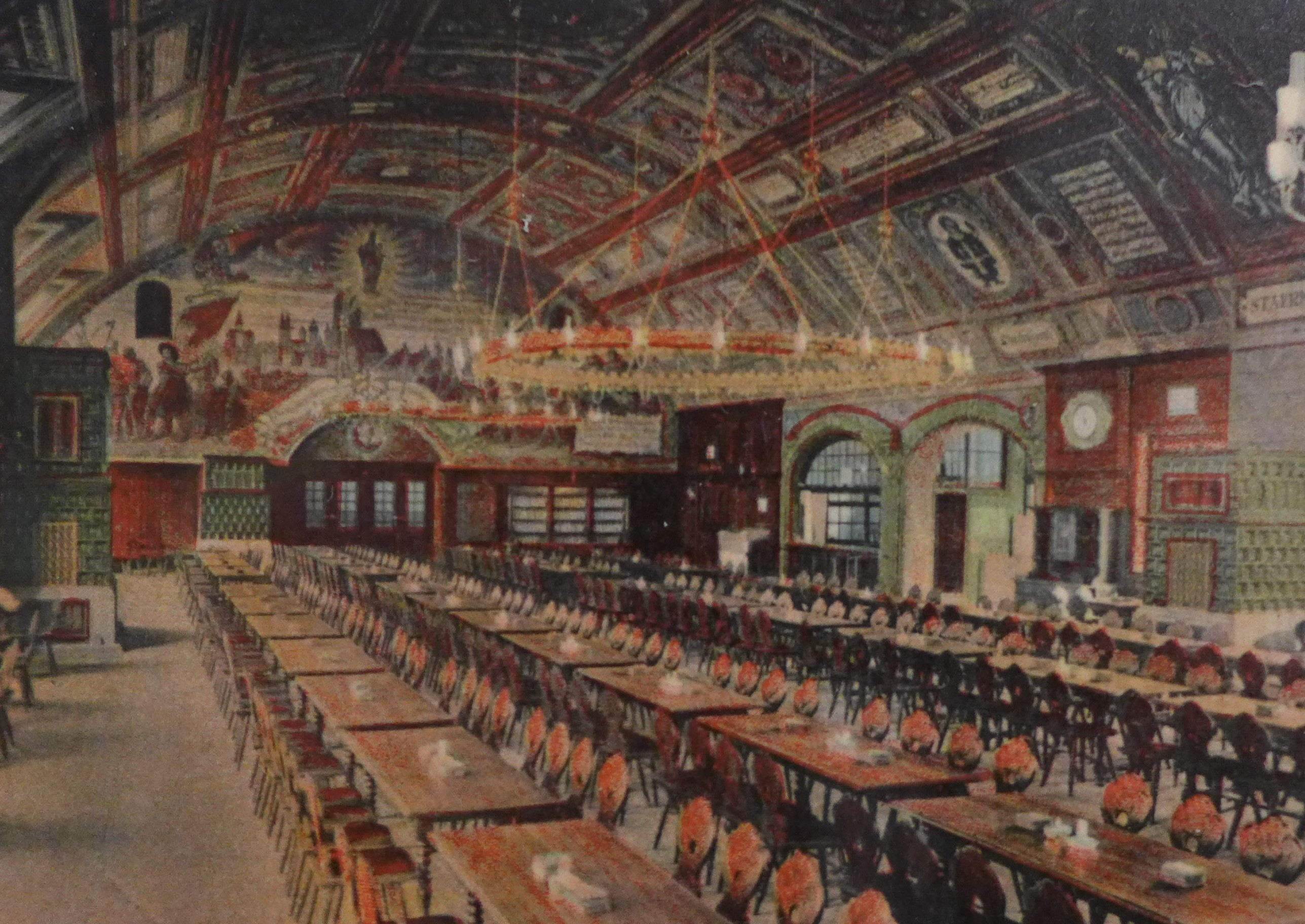
Historische Ansicht des großen Saales des Hofbräuhauses; an der Wandfläche das Gemälde „Patrona Bavariae“ des Passauer Malers Ferdinand Wagner

Der bayerische Herzog Wilhelm V. gab am 27. September 1589 den Bau des Hofbräuhauses als Brauerei zur Versorgung des Wittelsbacher Hofs und dessen Bediensteten in Auftrag, worauf auch der Name zurückgeht. Der Zweck des Baus war es, mit der Produktion von Braunbier die Ausgaben des Hofes zu senken, da das Bier zuvor kostspielig aus der niedersächsischen Hansestadt Einbeck importiert (allerdings nur als Saisonbier im Frühjahr) oder von privaten Brauereien gekauft worden war. So wurde z. B. auch Bier aus Zschopau in Sachsen, Kassel und Schwabach bezogen. Standort der neuen Brauerei war das ehemalige Hühnerhaus. Als Planer verpflichtete man den Braumeister des Benediktinerklosters Geisenfeld in der Hallertau, Haimeran Pongratz, der das Hofbräuhaus am Alten Hof in München errichtete. Mit der Fertigstellung wurde Pongratz auch der erste Braumeister im Braunen Hofbräuhaus, wo er das Münchener Braunbier (in Nürnberg auch als rotes Bier bezeichnet) braute. Nach heutiger Bezeichnungsweise stand es in der Sparkassenstraße im Anschluss an das sogenannte Zerwirkgewölbe.
Am 10. Juni 1602 starb Hans Sigmund von Degenberg. Er war der letzte männliche Nachkomme des in Schwarzach im Bayerischen Wald ansässigen Grafengeschlechts der Degenberger, die in Bayern nördlich der Donau das alleinige Vorrecht innehatten, Weißbier zu brauen. Seine Witwe begab sich in den Schutz des bayerischen Herzogs, dessen Landsassen die Degenberger waren. Da das Weißbier-Privileg 1548 von seinem Vorfahren Wilhelm IV. an die Degenberger ausgegeben worden war, zog Wilhelms Sohn Maximilian I. das Privileg wieder an sich (dazu hatte er zuvor ein juristisches Gutachten verfassen lassen), um künftig allein die Einkünfte aus dem Weißbier nutzen zu können; schließlich beauftragte er den Schwarzacher Weißbierbraumeister der Degenberger, Wolf Peter, sein Bier künftig in München zu brauen. Dieser hatte bereits vor Ableben seines Dienstherrn dem Herzog einen Probesud Weißbier in München gesotten. Die obergärige Spezialität erfreute sich schnell wachsender Beliebtheit.
Irrtümlich wurde der damalige Oberbräuknecht Lettl von Josef Benno Sailer in seiner Münchener Bier-Chronik von 1929 erstmals als Braumeister interpretiert, und andere Autoren nach ihm übernahmen den Irrtum. Nicht nur, dass Sailer die Funktion falsch auffasste, er las auch den Namen falsch, nämlich Bettl statt richtig Lettl. Heinrich Letzing hat dies jedoch in seiner grundlegenden Dissertation von 1994 anhand der Akten im Hauptstaatsarchiv München richtiggestellt.
Der erste Weiße Preumaister war Hans Amman, der jedoch wieder entlassen wurde, als der Schwarzacher Braumeister Peter nach München verpflichtet werden konnte.
Nicht zuletzt durch die verschlechterten landwirtschaftlichen Bedingungen („Kleine Eiszeit“) wurde vom Hof weniger Bayerwein bezogen und stattdessen die Herstellung von Bier favorisiert. Die gestiegenen Produktionsmengen ließen die Kapazitäten des Hofbräuhauses bald knapp werden, so dass man (nachgewiesen ab 1604) versuchte, die Produktion in einen Neubau auszulagern. 1607 war das neue Hofbräuhaus am erst viel später „Platzl“ genannten Ort, dem heutigen Standort des Hofbräuhauses, fertiggestellt, und 1608 wurden auch die Sudstätten für das Braunbier dorthin verlegt. Das neue Gebäude war jetzt also Sudstätte für braunes und weißes Bier. Der geschäftstüchtige Maximilian errichtete auch in anderen bayerischen Städten Bräuhäuser, die sich später in der Werbung gerne als Hofbrauhäuser bezeichneten. Im Jahre 1610 erlaubte er den Bierverkauf an Wirte und Privatleute, und bald verpflichtete er die Münchener Wirte durch das Schankrecht dazu, auch das Hofbräubier auszuschenken.
Um mit dem „Ainpock“ im Frühjahr (nicht mit dem gesamten Braunbier) näher an die Qualität des Einbecker Bieres heranzukommen, warb man 1612 den Braumeister Elias Pichler von dort nach München ab. Das Bier des Einbeckers, das Ainpöck, erhielt in der Münchner Mundart bald die bis heute geläufige Bezeichnung Bock. Auch das Brauen von Bockbier war bis ins Jahr 1810 ausschließlich dem Hofbräuhaus vorbehalten, so dass das Hofbräuhaus bald zu einer wichtigen Einnahmequelle wurde. Angeblich wurde so ein Großteil der bayerischen Staatsausgaben für den Dreißigjährigen Krieg beglichen. Zumindest zeitweise resultierten 30 bis 50 Prozent der Staatseinnahmen alleine aus dem Weißbier.
Im Jahre 1828 verfügte König Ludwig I. die Gastung: Fortan war es erlaubt, die Bevölkerung im Hofbräuhaus zu bewirten. 1844 setzte er den Bierpreis deutlich unter das damals übliche Niveau, um dem „Militär und der arbeitenden Klasse einen gesunden und wohlfeilen Trunk zu bieten.“
1856 pachtete der Braumeister Georg Schneider das Hofbräuhaus. Seit den 1760er-Jahren war das obergärige Weißbier nach und nach aus der Mode gekommen. Da technische Erfindungen wie die Lindesche Kältemaschine noch nicht gemacht waren, kann dies nur mit einer Änderung des Publikumsgeschmackes erklärt werden. Im Hofbräuhaus reagierte man auf die neue Situation: Die Weißbierproduktion wurde beständig zu Gunsten untergäriger Biersorten zurückgefahren und im Jahre 1872 schließlich ganz aufgegeben. Das Monopol der Wittelsbacher auf das Weißbierbrauen war bereits im Jahre 1798 aufgehoben worden, aber man benötigte immer noch ein Regal, um eine Weißbierbrauerei betreiben zu dürfen. Braumeister Schneider gelang es, das auf dem Hofbräuhaus liegende und nun nicht mehr benötigte Weißbierregal von König Ludwig II. zu erwerben, womit er die Brauerei G. Schneider & Sohn, eine bis heute bestehende bürgerliche Weißbierbrauerei, gründete.
Das Jahrbuch für Münchener Geschichte berichtete 1890 unvollständig:  ()
Mit dem zunehmenden Tourismus in München erfreute sich das Hofbräuhaus steigender Beliebtheit, so dass Prinzregent Luitpold 1896 beschloss, die Brauerei in die Innere Wiener Straße am Gasteig im Stadtteil Haidhausen zu verlegen (dort ist heute der Hofbräukeller untergebracht) und den Gastbereich des Hofbräuhauses stark vergrößern und im Stil der Neorenaissance umbauen zu lassen. Die Planung übernahm der Architekt Max Littmann und der Umbau wurde von der zusammen mit seinem Schwiegervater Jakob Heilmann gegründeten Firma Heilmann & Littmann in zwei Abschnitten durchgeführt: Am 22. Mai 1896 wurde das letzte Bier am Platzl gesotten, am 10. August 1896 nahm die neue Brauerei in Haidhausen ihren Betrieb auf, am 2. September 1896 begann man mit dem Abriss des alten Sudhauses, und ab dem 9. Februar 1897 war die dort neu errichtete Schwemme in Betrieb. Nun wurde das benachbarte Verwaltungsgebäude abgebrochen und durch einen großen Gaststättenbereich ersetzt. Am 22. September 1897 konnte das Hofbräuhaus in seiner neuen Form, die größtenteils der heutigen entspricht, feierlich eröffnet werden. Die Kosten für den Umbau beliefen sich auf 819.000 Goldmark.
In der Zeit der Münchner Räterepublik riefen am 13. April 1919 (Palmsonntag) Betriebs- und Soldatenräte im Hofbräuhaus die Kommunistische Räterepublik aus. Diese löste die von Ernst Toller, Erich Mühsam und Gustav Landauer am 7. April 1919 proklamierte Räterepublik Baiern ab. Die Ausrufung fand während eines Kampfes gegen die Republikanische Schutzwehr statt, die versuchte, die Räterepublik zu stürzen.
Am 24. Februar 1920 wurde im Hofbräuhaus vor etwa 2000 anwesenden Personen die Nationalsozialistische Deutsche Arbeiterpartei (NSDAP) gegründet. Sie ging durch Umbenennung aus der Deutschen Arbeiterpartei hervor. Im Rahmen der Gründung verkündete Adolf Hitler das 25-Punkte-Programm, das Parteiprogramm der NSDAP.
Am 14. Juni 1920 erfolgte auf Initiative des Alpenvereins im Hofbräuhaus die Gründung der bayerischen Bergwacht als Sitten und Naturschutzwacht.
Im Zweiten Weltkrieg wurde das Hofbräuhaus 1945 bei dem Bombardement Münchens durch die Alliierten bis auf die Schwemme vollständig zerstört. Zur 800-Jahr-Feier Münchens 1958 konnte die Rekonstruktion mit der Wiedereröffnung des Festsaals abgeschlossen werden. Nach einem Pächterwechsel 2004 wurde die „Trinkstube“ mit Millionenaufwand umgebaut und als „Bräustüberl“ im Juli 2005 wiedereröffnet. Bis heute ist das Hofbräuhaus Attraktion für Touristen aus aller Welt. Es zählt täglich bis zu 35.000 Besucher und erwirtschaftet dem bayerischen Staat jährlich Einnahmen in zweistelliger Millionenhöhe.
Im Jahr 2004 wurde in Las Vegas in den Vereinigten Staaten unter Lizenz eine an das Original angelehnte Nachbildung des Hofbräuhauses errichtet.
Von seiner Gründung an war das Hofbräuhaus im Besitz der bayerischen Herrscher, zunächst Herzöge, später Kurfürsten. Ab 1806 war es Königliches Hofbräuhaus, bis König Maximilian II. es 1852 in das Eigentum des bayerischen Staates übergab; die heutige offizielle Bezeichnung lautet Staatliches Hofbräuhaus am Platzl.

## Wirte des Hofbräuhauses
- 1885–1896: Martin Ammerloher, letzter Wirt vor der Neugestaltung
- 1897–1906: Joseph Wittmann, der erste Wirt des neugestalteten Hofbräuhauses
- 1906–1919: Karl Mittermüller, Wirt während der Mangelwirtschaft und des Ersten Weltkrieges
- 1919–1930: Johann Panzer, Wirt während der Zeit der Hochinflation
- 1930–1945: Hans Bacherl, Wirt während der Zeit des Nationalsozialismus und des Zweiten Weltkrieges, Schwiegervater von Hermann Esser
- 1945–1950: Valentin Emmert, Wirt in den Mangeljahren der unmittelbaren Nachkriegszeit
- 1950–1960: Franz Trimborn; in seine Zeit als Wirt fielen wesentliche Wiederaufbauarbeiten

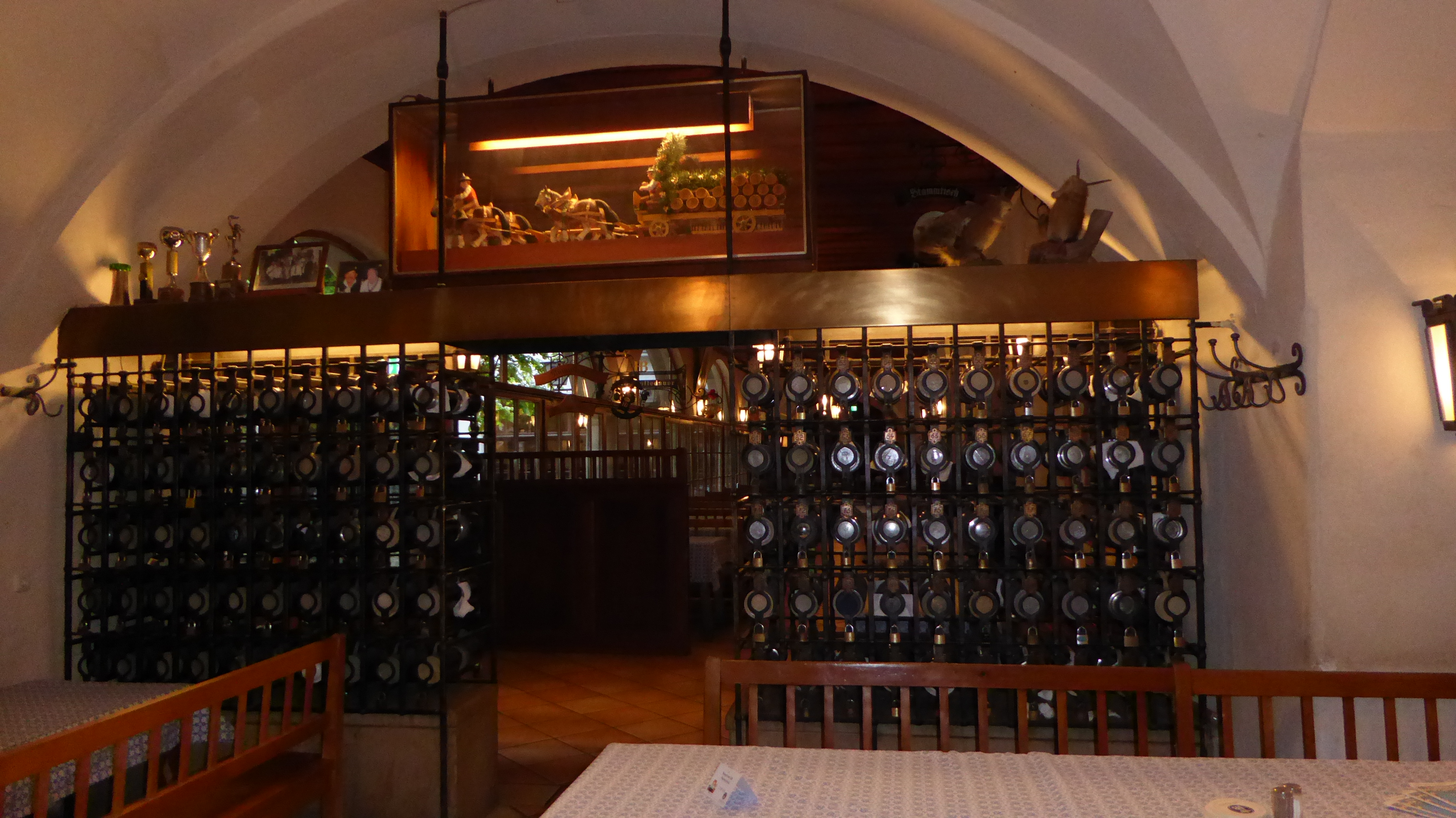
Persönliche Krüge

- Persönliche Krüge1960–1970: Toni Steiner; zahlreiche Renovierungen und Neuerungen in dieser Zeit, u. a. der damals größte Herd der Welt mit 10 Metern Länge
- 1970–1980: Hans Glanegger; erstmaliger Ausschank aus Pappbechern nach Krawallen durch Fußballfans am 30. Mai 1979, bei denen Maßkrüge zertrümmert wurden
- 1980–2004: Familie Michael und Gerda Sperger[7]
- seit 2004: Familien der Söhne Wolfgang und Michael Sperger[8]

## Heutiger Aufbau

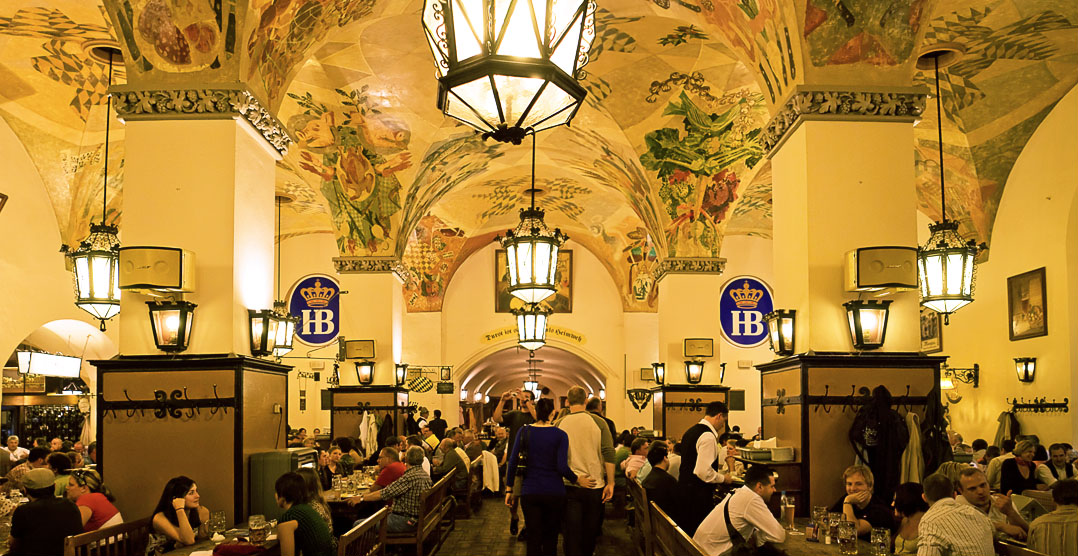
Innenansicht des Hofbräuhauses

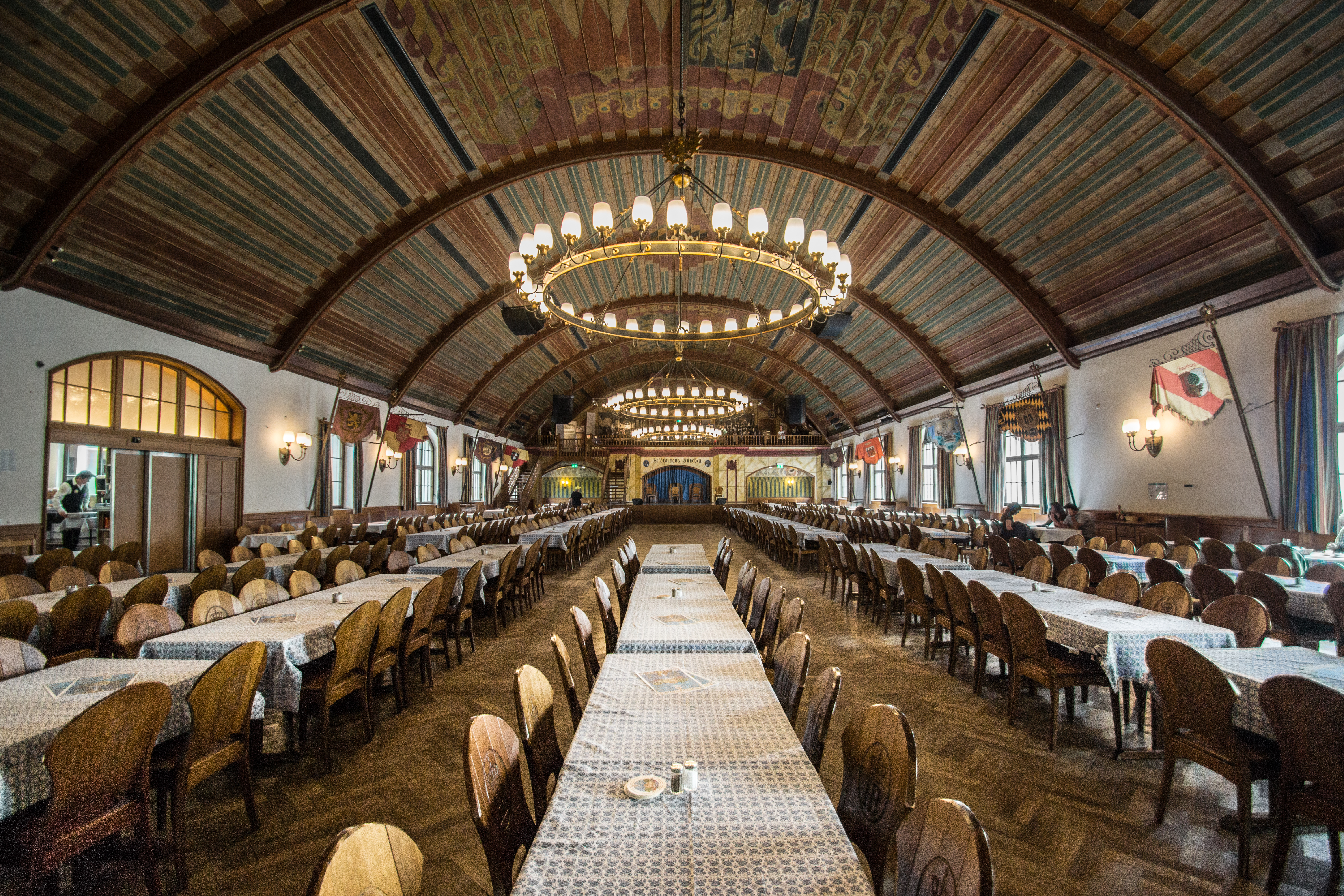
Festsaal im Obergeschoss

Die Schwemme im Parterre, eine große Bierhalle, ist der bekannteste Teil des Hofbräuhauses und bietet an Holztischen Platz für rund 1000 Personen. Für Stammgäste gibt es dort Regale, in denen sie ihre Bierkrüge einschließen können.
In den Obergeschossen befindet sich ein Festsaal mit einem neun Meter hohen Gewölbe für etwa 1500 Personen sowie weitere Räumlichkeiten für insgesamt nochmals über 1000 Personen (Wappensaal, Münchner Zimmer, Erkerzimmer, Bräustüberl, die ehemalige „Trinkstube“). Der Innenhof mit dem Löwenbrunnen dient im Sommer als Wirtsgarten.
Die Vorbereitung der Speisen wurde automatisiert und weitgehend ins 20 km entfernte Brunnthal ausgelagert.

## Maibock-Anstich
Seit 1614 wird das untergärige Starkbier mit 7,2 % Alkohol gebraut, ursprünglich diente der höhere Alkoholgehalt der besseren Lagerbarkeit im Sommer.
Seit Jahren wird zum Maibock-Anstich ein Politikerderblecken wie beim Mitbewerb am Nockherberg geboten. Seit 2008 tritt hier Django Asül auf.

## Hofbräuhaus-Lied
Das 1935 entstandene Lied In München steht ein Hofbräuhaus zählt heute weltweit zu den beliebtesten Stimmungsliedern und gehört zum Repertoire vieler Blaskapellen. Es wurde von Wilhelm „Wiga“ Gabriel aus Berlin komponiert.

## Lenin im Hofbräuhaus

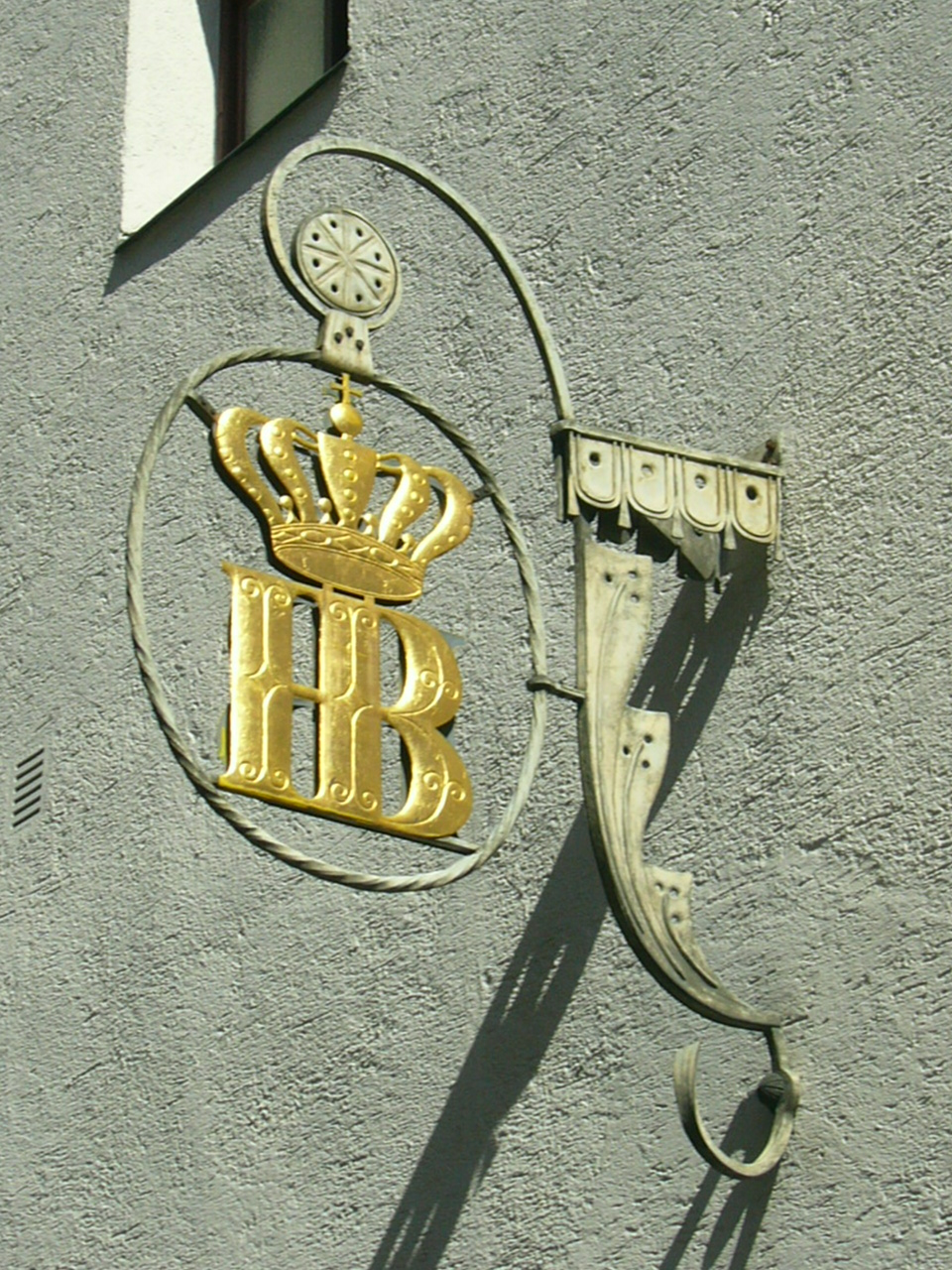
HB-Symbol an der Fassade

Lenin hielt sich während seiner Emigration einige Jahre in München auf. In den Memoiren seiner Ehefrau Nadeschda Krupskaja findet sich der Satz:

«На стенах, на пивных кружках везде стоят буквы ,Н.В.‘ – ,Народная воля‘ – смеялась я.»

„An den Wänden, auf den Bierkrügen stehen überall die Buchstaben ,H.B.‘ ,Narodnaja Wolja‘, lachte ich.“

Sie spielte darauf an, dass die lateinischen Buchstaben „HB“ genauso aussehen wie die kyrillische Abkürzung für die in den 1870er Jahren gegründete sozialrevolutionäre Geheimgesellschaft „Narodnaja Wolja“ („Volkswille“), die das Mordattentat auf Zar Alexander II. 1881 organisiert hatte. Krupskaja ergänzt, ihr Mann habe das Hofbräu-Bier mit dem Blick eines Kenners und Liebhabers gelobt.

## Belege
1. ↑  Heinrich Letzing: Die Geschichte des Bierbrauwesens der Wittelsbacher: die Gründung des Hofbräuhauses München und die Entstehung des herzoglichen Weißbiermonopoles in der Auseinandersetzung mit den Landständen bis zum Landtag von 1612 sowie die Grundlagen des Bierzwanges. Studien zum Staatshaushalt, zur Verwaltungspraxis, zur Wirtschafts-, Sozial- und Agrargeschichte des alten Bayern. Wißner, Augsburg 1995, ISBN 3-928898-88-4 (Zugleich Dissertation, Universität Augsburg 1994), S. 170.
2. ↑  Josef Benno Sailer: Münchener Bier-Chronik. München 1929
3. ↑  Heinrich Letzing: Die Geschichte des Bierbrauwesens der Wittelsbacher: die Gründung des Hofbräuhauses München und die Entstehung des herzoglichen Weißbiermonopoles in der Auseinandersetzung mit den Landständen bis zum Landtag von 1612 sowie die Grundlagen des Bierzwanges. Studien zum Staatshaushalt, zur Verwaltungspraxis, zur Wirtschafts-, Sozial- und Agrargeschichte des alten Bayern. Wißner, Augsburg 1995, ISBN 3-928898-88-4 (Zugleich Dissertation, Universität Augsburg 1994).
4. ↑  Das königliche Hofbräuhaus und der alte Hofbräuhauskeller, Jahrbuch für Münchener Geschichte, Band 4. München 1890. S. 448.
5. ↑  Heinrich Letzing: Die Geschichte des Bierbrauwesens der Wittelsbacher: die Gründung des Hofbräuhauses München und die Entstehung des herzoglichen Weißbiermonopoles in der Auseinandersetzung mit den Landständen bis zum Landtag von 1612 sowie die Grundlagen des Bierzwanges. Studien zum Staatshaushalt, zur Verwaltungspraxis, zur Wirtschafts-, Sozial- und Agrargeschichte des alten Bayern. Wißner, Augsburg 1995, ISBN 3-928898-88-4 (Zugleich Dissertation, Universität Augsburg 1994), S. 191.
6. ↑  Stephanie Geiger, München: 100 Jahre Bergwacht: Wenn der Bergsteiger ruft! In: FAZ.NET. 14. Juni 2020, ISSN 0174-4909 (faz.net [abgerufen am 14. Juni 2020]).
7. ↑  Paul Brandt: Das Münchner Hofbräuhaus. Bayerland, Dachau 1997, ISBN 3-89251-232-9.
8. ↑  Wirtsfamilie Sperger in der zweiten Generation. In: hofbraeuhaus.de. Archiviert vom Original (nicht mehr online verfügbar) am 27. Mai 2017; abgerufen am 22. Mai 2011.
9. ↑  Barbara Schindler: "Hofbräuhaus: Tradition trifft Technik". Abgerufen am 18. April 2024.
10. ↑  Maibockanstich 2019 | Hofbräu München. Abgerufen am 20. April 2020.
11. ↑  Berthold Neff: "Kabarett muss wehtun". Abgerufen am 20. April 2020.
12. ↑  Nadeschda Krupskaja: O Wladimire Iljitsche. Iz wospominanii. Detskaja literatura, Moskau 1970, S. 205.

Koordinaten: 48° 8′ 16″ N, 11° 34′ 48,6″ O